# Diopetes
Diopetes is een geslacht van vlinders van de familie Lycaenidae, uit de onderfamilie Lycaeninae.

## Soorten
- D. aucta Karsch, 1895
- D. aurivilliusi (Stempffer, 1954)
- D. bwamba (Stempffer, 1962)
- D. catalla Karsch, 1895
- D. deritas (Hewitson, 1874)
- D. fumata (Stempffer, 1954)
- D. kedassa Druce, 1910
- D. laticlavia (Clench, 1965)
- D. nirmo (Clench, 1965)
- D. pasteon Druce, 1910
- D. sadeska (Clench, 1965)